# Jaroslav Klvaňa
Jaroslav Klvaňa (4. srpna 1914 Tvrdonice – 9. května 1983 Londýn) byl český palubní střelec 311. československé bombardovací perutě.

## Život

### Před druhou světovou válkou
Jaroslav Klvaňa se narodil 4. srpna 1914 v Tvrdonicích na Břeclavsku. U Bati se vyučil obuvníkem, následně odsloužil prezenční vojenskou službu.

### Druhá světová válka
Po německé okupaci opustil Jaroslav Klvaňa v květnu 1940 Protektorát Čechy a Morava a přes Slovensko odešel do Maďarska, kde byl ale zatčen a vrácen opět na Slovensko. Druhý pokus byl již úspěšný a přes Maďarsko, Jigoslávii, Řecko, Turecko, Sýrii a Bejrút se přesunul do Marseille, kam dorazil 14. května 1940. Následně byl v Agde prezentován u zde vznikající československé zahraniční jednotky. Po pádu Francie v červnu 1940 se evakuoval do Spojeného království. Dne 24. července 1940 byl přijat do dobrovolné zálohy Royal Air Force a po výcviku zařazen jako střelec k 311. československé bombardovací peruti. Dne 14. dubna 1942 odstartoval k náletu na Dortmund. Jeho stroj Vickers Wellington Mk.IC Z-1098 KX-U byl během akce poškozen protiletadlovou palbou a následně nad Weertskou čtvrtí Boshoven v Nizozemsku při návratu sestřelen německým nočním stíhačem Siegfriedem Wandamem na letounu Messerschmitt Bf 110. Jednalo se o poslední ztrátu 311. perutě před jejím přechodem od Bomber Command ke Coastal command. Jaroslav Klvaňa přežil a po probrání se z bezvědomí uprchl na belgické území. Zde byl zastaven místními četníky, ale po zjištění, o koho se jedná, jej opět propustili a obdarovali civilním oblečením a jízdním kolem. Po dalších čtyřech dnech byl zajat německou vojenskou hlídkou a převezen do Bruselu, vyslýchán a následně internován postupně v několika táborech. Osvobozen byl v táboře Stalag IVB Muhlberg. Vrátil se do Spojeného království a 21. srpna 1945 pak do osvobozeného Československa. Dosáhl hodnosti četaře.

### Po druhé světové válce
Jaroslav Klvaňa pokračoval v armádní službě a dosáhl hodnosti poručíka. Z důvodu postupného přebírání moci v Československu komunisty se opět rozhodl pro emigraci a přes Německo odešel znovu do Velké Británie. Zde pracoval u obuvnické firmy Hirsch. Zemřel 9. května 1983 v Londýně.

## Ocenění

### Vyznamenání
- 2x Československý válečný kříž 1939
- Československá medaile Za chrabrost před nepřítelem
- Československá medaile za zásluhy I. stupně
- Croix de Guerre

### Posmrtná cenění
- V roce 1991 byl Jaroslav Klvaňa in memoriam povýšen do hodnosti podplukovníka